# Otto Andersson
Otto Andersson (født 7. maj 1910, død 8. november 1977) var en svensk fodboldspiller (forsvarer).
Andersson spillede på klubplan for Örgryte. Han nåede desuden 15 kampe for Sveriges landshold, og repræsenterede sit land ved VM 1934 i Italien, samt OL 1936 i Berlin.